# Ligne tectonique médiane du Japon
- Ligne tectonique médiane du Japon
- Failles d'Itoigawa-Shizuoka à l'ouest et de Kashiwazaki–Chiba et de Shibata-Koide à l'est
- Dépression Fossa Magna

Pour les articles homonymes, voir Ligne médiane.

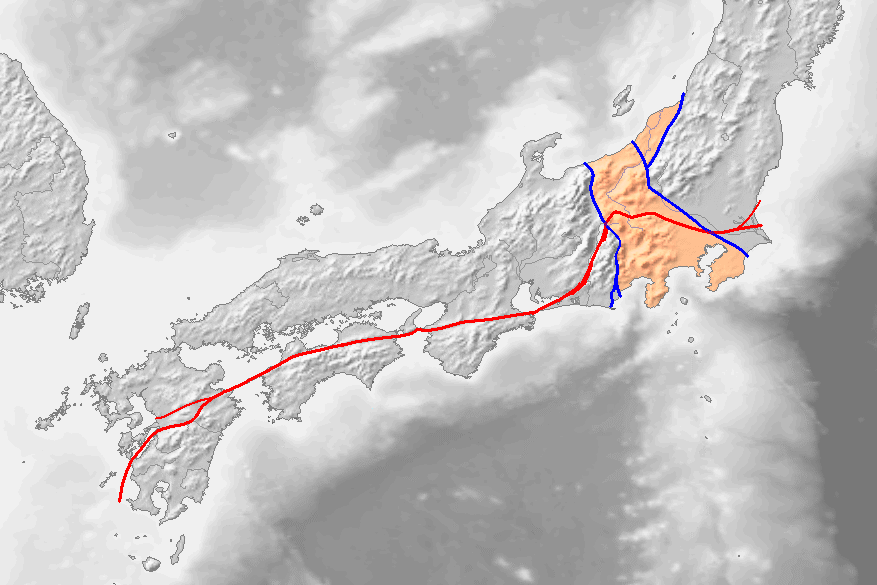
Dépression Fossa Magna

La ligne tectonique médiane du Japon (中央構造線, Chūō kōzōsen), aussi appelée ligne médiane tectonique, en anglais Median Tectonic Line abrégé en MTL, est le plus long des systèmes de failles du Japon.  

## Géographie
Cette grande faille commence près de la préfecture d'Ibaraki, court à travers Honshū aux environs de Nagoya, traverse la  baie de Mikawa, puis la mer intérieure de Seto à partir du canal de Kii et du détroit de Naruto vers Shikoku le long de la péninsule de Sadamisaki et les détroits de Bungo et de Hōyo vers Kyūshū.

## Système
Les deux autres grandes lignes de failles du Japon sont la ligne tectonique Itoigawa-Shizuoka (ISTL en anglais), avec laquelle elle se connecte, et la ligne tectonique de Tanakura (棚倉構造線, Tanakura kōzōsen), qui est son prolongement. Elle traverse ainsi la Fossa Magna.
Ce système de failles a notamment été étudié par le sismologue japonais Katsuhiko Ishibashi dans le cadre de sa thèse qui a aussi porté sur la faille de San Andreas, en Californie. Il l'a aussi étudié pour son activité passée (paléosismologie).